# Estadio Mundialista de Hockey
Estadio Mundialista de Hockey (Česky: Stadion hokejového mistrovství světa) je sportovní stadion nalézající se v Argentinském městě Rosario. Tento stadion, jak už jeho název napovídá, byl vybudován speciálně pro Mistrovství světa v pozemním hokeji žen 2010. Povrch hřiště je tvořen umělým trávníkem o rozměrech 91,4 x 55 m. Ochozy stadionu mají kapacitu 12 000 diváků. Tento stadion je součástí komunitního vzdělávacího a sportovního centra o rozloze 20 000 m².